# Cottonwood West
Cottonwood West è stato un census-designated place degli Stati Uniti d'America, nella contea di Salt Lake, nello stato dello Utah. Era situato tra Holladay e Murray, nell'area metropolitana di Salt Lake City.
Nel censimento del 1980 era denominato South Cottonwood.
Dal 2010 non è più censito in quanto dal 24 gennaio 2001 è considerato parte integrante del comune (city) di Murray. In parte è stato annesso al comune (city) di Holladay.